# روبنز بينهيرو
روبنز بينهيرو هو لاعب كرة قدم برازيلي في مركز الوسط، ولد في 12 أكتوبر 1989 في ساو باولو في البرازيل. لعب مع ريد بل برازيل ونادي أوبيراريو.